# 1757
Cette page concerne l'année 1757  du calendrier grégorien. Pour l'année 1757 av. J.-C., voir 1757 av. J.-C.
L'année 1757 est une année commune qui commence un samedi.

## Événements
- 2 janvier : Robert Clive, qui dirige alors Madras, appelé par la East India Company (Compagnie anglaise des Indes orientales), reprend Calcutta aux côtés de l'amiral Watson avec 600 Européens et 1900 Cipayes[1].
- 23 janvier : le roi d’Afghanistan Ahmad shah Abdali prend Delhi et la met de nouveau à sac[2].

- 5 février : victoire britannique sur le nabab du Bengale qui tentait de reprendre Calcutta ; un traité signé le 9 février à Alinagar reconnait les dispositions prises en 1717 et permet aux Britanniques de fortifier Calcutta[1].

- 23 mars : Robert Clive et l'amiral Watson, violant la neutralité conclue avec les agents de la Compagnie française des Indes orientales, prennent Chandernagor[3].

- Mars : le maréchal mandchou Zhao Hui bat le khan de Dzoungarie Amoursana qui assiégeait le corps d'occupation chinois Urumqi. Il avance jusqu’à l’Imil, en plein Tarbagataï, tandis que d’autres colonnes chinoises réoccupent Kouldja. La résistance des Oïrats est défaite par les mandchous et Amoursana doit fuir en été vers la Russie où il meurt peu après à Tobolsk, à l'âge de trente-cinq ans (septembre)[4]. La Dzoungarie est annexée par la Chine. 600 000 Dzoungars sont égorgés et le pays est repeuplé par des musulmans de Kachgarie (Tarantchis (en)) et du Gansu (Dounganes)[5].

- 6 mai : le chef birman Alaungpaya (Alompra) s'empare de Pégou, la capitale môn, et contrôle la totalité de la Birmanie. Pégou perd toute importance politique[6].

- 23 juin : le militaire et administrateur britannique Robert Clive défait et tue le nabab du Bengale Siraj-ud-daulah à la bataille de Plassey en Inde, qui ouvre aux Britanniques la domination du Bengale[3]. C'est le début de l'hégémonie britannique aux Indes. Clive entreprend la conquête des territoires sous contrôle français. Bussy s’empare cependant des possessions britanniques du littoral de l’Orissa (Menepelly, Bandermoulanca et Vizagapatam)[7].

- juillet : canicule européenne, ressentie notamment en Angleterre et en France ; le 14 juillet, il fait 37,5 °C à Paris.

- 23 juillet : le navire britannique Onslow est immobilisé par les autorités chinoises à Chusan[8]. La même année, les Chinois réduisent l'influence européenne en limitant le commerce étranger au seul port de Canton.

- 3-9 août : le général français Louis-Joseph de Montcalm, allié aux Amérindiens, prend Fort William Henry, sur le Lac George, qui commande la haute vallée de l’Hudson (9 août)[9]. Il contrôle la région des Grands Lacs en Amérique du Nord. Le roi autorise Montcalm à mener son armée comme bon lui semble, sans l’accord du gouverneur Vaudreuil.
  - 12 000 hommes renforcent l’armée régulière britannique en 1757, 14 000 en 1758, 9 000 et 1759. Au Canada, Montcalm, ne peut s’appuyer que sur les colons et ne peut espérer que très peu de renforts à cause du blocus britannique. Pendant toute la guerre il ne peut engager que 9 000 hommes.
- 10 août : après le retrait des Afghans d’Ahmad shah Abdali (avril), les Marathes attaquent Delhi[10].

- 30 octobre : mort du sultan ottoman Osman III. Son cousin Mustafa III lui succède (fin en 1774)[11].

- 12 novembre : mort de Mulay Abd-Allah, sultan du Maroc[12]. Son fils Sidi Mohammed ibn Abd-Allah (Muhammad III) lui succède (fin de règne en 1790). Il rétablit l’ordre, réorganise l’armée en y introduisant des Arabes, mais ne parvient pas à contrôler tout le pays, en particulier les Sanhadja du Moyen-Atlas. Il signe un traité de commerce avec la France.

- Le roi de Ségou Dikoro (Djékoro Coulibaly) est assassiné par des membres de sa garde personnelle (« tondjons ») lassés par ses exactions. Son frère cadet, Bakari Ali, accède au trône et se convertit à l’Islam. Il est à son tour tué par ses prétoriens qui se donnent pour souverain Tom Mansa (Ton-Massa Dembélé), assassiné à son tour en 1760[13],[14].

### Europe

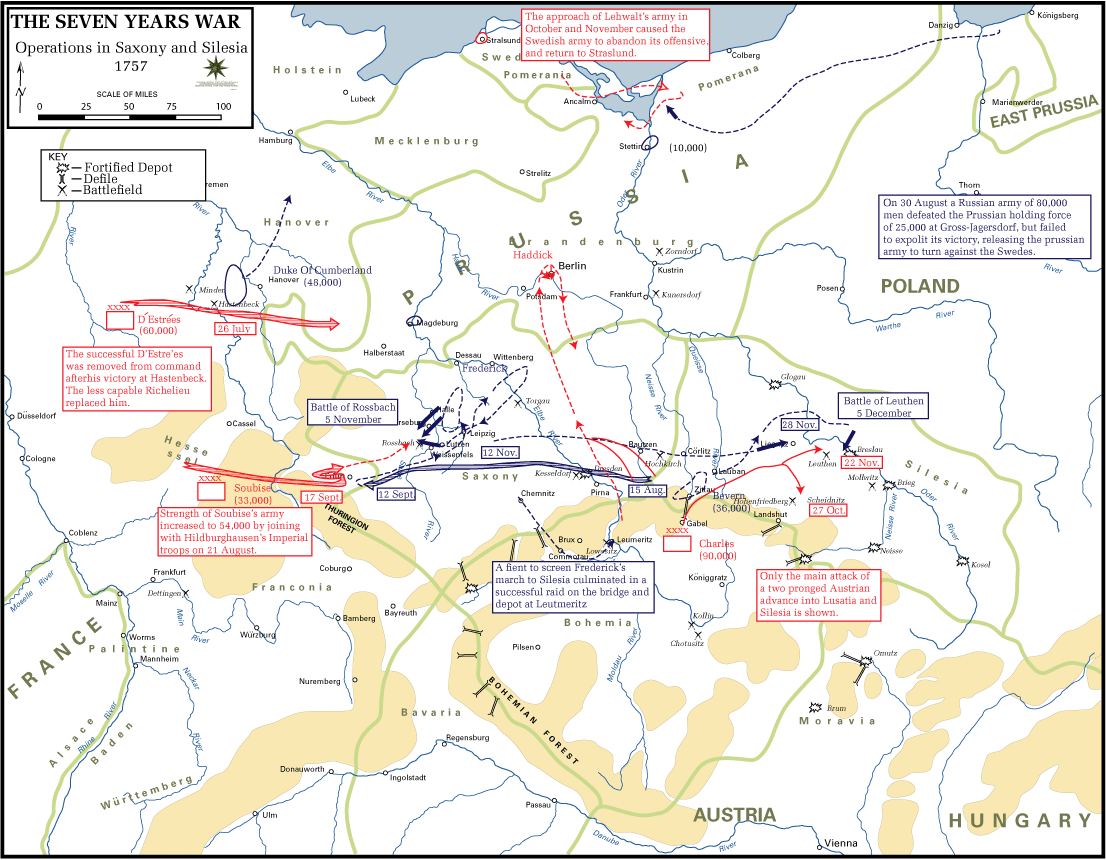
Opérations militaires en Europe en 1757.

- 11 janvier (31 décembre 1756 du calendrier julien) : 
  - La Russie accède au traité de Versailles[15].
  - Convention entre la Prusse et la Grande-Bretagne[16].
  - Stanislas Poniatowski, l’amant de la future Catherine II de Russie, nommé ambassadeur de Pologne à Saint-Pétersbourg, présente ses lettres de créance. Il reste à Pétersbourg jusqu’au 14 août 1758[17].
- 2 février (22 janvier du calendrier julien) : convention austro-russe[15]. Les signataires s’engagent à fournir 80 000 hommes en cas de guerre contre la Prusse.
- 23 février : émeute des taverniers de Porto pour protester contre les conséquences du monopole accordé à la compagnie des vins du Haut-Douro, durement réprimée par Pombal[18].

- 14 mars : John Byng est exécuté[19].
- 15 mars : le comte Migazzi devient archevêque de Vienne (fin en 1799)[20]. Il marquera considérablement l’évolution de l’Église en Autriche.
- 21 mars : convention de Stockholm ; la Suède accède au traité de Versailles[16].

- 6 avril : démission de William Pitt l'Ancien, ministre de la Guerre de Grande-Bretagne quand Cumberland refuse de commander les forces britanniques en Allemagne[21].
- 21 avril : victoire prussienne sur l’Autriche à la bataille de Reichenberg[22].

- 1er mai : second  traité de Versailles renforçant l’alliance entre la France et l’Autriche[16].

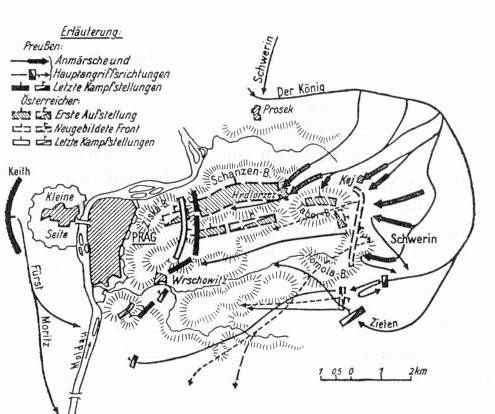
6 mai : bataille de Prague

- 6 mai : malgré sa victoire devant Prague, Frédéric II de Prusse ne peut prendre la ville et en forme le blocus[22].

- 18 juin : Frédéric II de Prusse est battu par l’Autriche à Kollin, sur l’Elbe. Il doit se replier[19].
- Juillet : canicule en Europe ; à Paris, la température atteint un pic à 37,7° Celsius le 14 juillet[23].
- 2 juillet : début du ministère whig du duc de Newcastle, Premier ministre de la Grande-Bretagne (fin en 1762)[24]. Pitt revient à la Guerre (29 juin)[19] comme secrétaire d’État (fin en 1761). Il tient le rôle de Premier ministre sans en avoir le titre. Il impose une énergique action maritime et coloniale. Il ordonne aux troupes du Hanovre, qui s’étaient engagées par serment après la défaite de Kloster-Seven (8 septembre) à ne pas combattre, à reprendre les armes. La Grande-Bretagne est alors favorisée dans la guerre contre la France par une fiscalité plus lourde.
- 26 juillet : victoire française sur le Hanovre à la bataille de Hastenbeck[25].

- 11 août : prise de Hanovre par les Français[26].
- 30 août : l’armée russe d’Apraksine et de Rumyantsev défait les Prussiens à Gross-Jaegersdorf en Prusse orientale. Au lieu d’exploiter sa victoire en occupant la Poméranie, Apraksine se replie sur Tilsit[27].

- 7 septembre : victoire autrichienne sur la Prusse au combat de Moys, près de Görlitz[28].
- 8 septembre : la Grande-Bretagne et le Hanovre (Cumberland) capitulent à Kloster Zeven devant les troupes françaises de Soubise[16]. L’armée française de Soubise se déploie jusqu’à l’Elbe.
- 20 septembre - 1er octobre : échec du raid sur Rochefort. Les Britanniques se retirent sans capturer Rochefort après avoir pris l’île d’Aix[29].

- 16 octobre : raid sur Berlin du général autrichien Hadik[30].
- 4 novembre : fondation de l'Académie des Beaux-Arts de Russie. Construction du théâtre de Pétersbourg.
- 5 novembre : bataille de Rossbach, l'armée prussienne bat les troupes franco-impériales de Soubise[22].
- 12 novembre : Les Autrichiens s’emparent de Schweidnitz en Silésie[30].
- 22 novembre : victoire autrichienne sur la Prusse à la bataille de Breslau ; la ville capitule le 24[30].

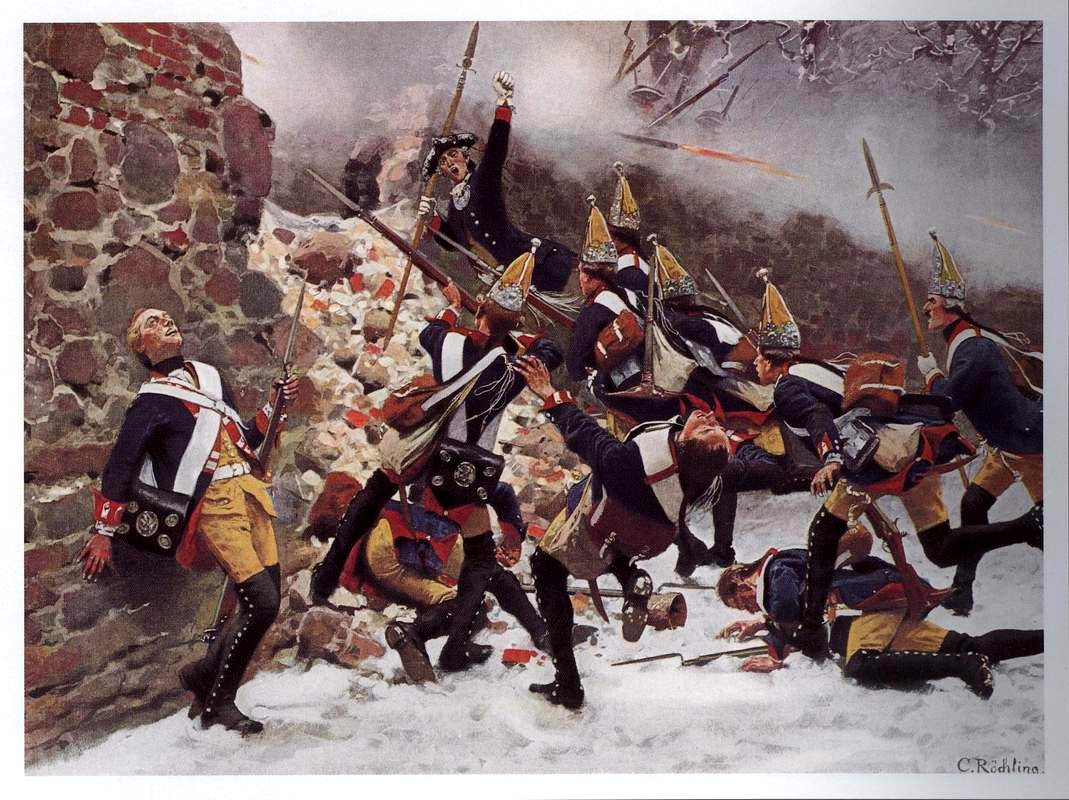
5 décembre : bataille de Leuthen

- 5 décembre : bataille de Leuthen, l’armée prussienne bat les Autrichiens[22].
  - Le manque de coordination entre les coalisés et leurs erreurs tactiques (conquête méthodique par le siège des places des autrichiens en Silésie), permettent à Frédéric II de conserver son armée intacte (41 000 hommes). Par des mouvements de rocade, il surprend l’armée franco-germanique de Soubise (64 000 hommes) à Rossbach, qui perd 7 700 hommes puis disperse avec 36 000 hommes les Autrichiens du prince Charles (80 000 hommes) à Leuthen, en Silésie.
  - Frédéric II utilise la tactique de l’ordre oblique : il déploie ses forces face à l’ennemi (ordre mince), et renforce, par un mouvement de rocade, l’aile où doit s’appliquer l’effort principal, réalisant sur un point une supériorité écrasante qui lui permet de rompre la ligne ennemie et de déboucher sur les arrières.
- 15 décembre : rupture de la convention de neutralité signé par le Hanovre à Kloster Zeven après la victoire prussienne à Rossbach[22].
- 19 décembre : capitulation de Breslau, reprise par les Prussiens[22].
- 28 décembre : prise de Liegnitz par les Prussiens[30].
- 10 décembre : concordat avec le duché de Milan[31].

- Réforme du recrutement en Russie : jadis limité aux dix gouvernements de Russie, il est étendu à la Petite Russie et aux provinces baltes[32].

## Naissances en 1757
- 1er février : John Philip Kemble, acteur britannique († 26 février 1823).
- 3 février : Volney, philosophe français († 25 avril 1820)

- 27 mars : Richard John Samuel Stevens, compositeur et organiste anglais († 23 septembre 1837).
- 29 mars : Aemilian Rosengart, théologien, philosophe, musicien et compositeur allemand († 29 mai 1810).

- 9 avril : Wojciech Bogusławski, acteur et dramaturge polonais († 23 juillet 1829).
- 19 avril : Jean Naigeon, peintre d'histoire français († 22 juin 1832).

- 7 mai: Augustin-Eudes-Joseph Durand, homme politique français

- 8 juin : Ercole Consalvi, cardinal italien († 24 janvier 1824).
- 18 juin : Gervasio Antonio de Posadas, homme politique et chef d'État espagnol puis argentin († 2 juillet 1833).

- 15 juillet : Urbain Firmin Piault, homme politique français († 10 octobre 1848).

- 4 août :
  - Vladimir Borovikovski, peintre russe († 18 avril 1825).
  - Joseph Roques, peintre français († 1847).
- 19 août : Jean-Baptiste Annibal Aubert du Bayet, à La Mobile, en Louisiane. Général et homme politique, ministre de la Guerre du Directoire († 7 décembre 1797).
- 20 août : Jean-Baptiste Cyrus de Timbrune de Thiembronne, général français († 4 février 1822).

- 6 septembre : Marquis de La Fayette, aristocrate d'orientation libérale, officier et homme politique français († 20 mai 1834).
- 16 septembre : Léonor Mérimée, littérateur, peintre et chimiste français († 1836).
- 17 septembre : Pedro Domingo Murillo, révolutionnaire indépendantiste (patriote) du Haut-Pérou († 29 janvier 1811).

- 9 octobre : Charles X, futur roi de France († 6 novembre 1836).
- 21 octobre : Pierre Augereau, duc de Castiglione († 12 juin 1816).

- 3 novembre : Robert Smith, homme politique américain († 26 novembre 1842).
- 16 novembre : Jean Aloys Joseph de Bosschaert, homme politique français († ?).
- 19 novembre : Philippe Guerrier, militaire et homme politique haïtien († 15 avril 1845).
- 20 novembre : Jean-Thomas Thibault, architecte et peintre français († 27 juin 1826).
- 23 novembre : Jean André Valletaux, général français († 23 juin 1811).
- 28 novembre : William Blake, poète, peintre et graveur britannique († 12 août 1827).

- 11 décembre : Arnaud Baville, général de brigade français né à Fronton (Haute-Garonne) († 24 octobre 1813).

- Date précise inconnue :
  - Augustin-Louis Belle, peintre d’histoire français († 12 janvier 1841).
  - Raffaele Gioia, peintre italien († 26 juillet 1805).

- Vers 1757 :
- Rigas, écrivain, lettré et patriote grec († 24 juin 1798).

## Décès en 1757
- 9 janvier : Bernard Le Bouyer de Fontenelle, écrivain et scientifique français (° 11 février 1657).
- 13 janvier : Francesco Albotto, peintre italien de vedute  (° 1721).
- 24 janvier : Francesco Robba, sculpteur italien de la période baroque (° 1er mai 1698).
- 26 janvier : René Louis de Voyer de Paulmy d'Argenson, homme d'État et écrivain français (° 18 octobre 1694).
- 14 mars : John Byng,  officier de marine anglais puis britannique (° 29 octobre 1704).
- 28 mars : Robert François Damiens, condamné pour avoir tenté d'assassiner Louis XV, dernière personne en France à subir l'écartèlement (° 9 janvier 1715).
- 15 avril : Rosalba Carriera, peintre vénitienne (° 7 octobre 1675).
- 29 avril : Frédéric Jérôme de La Rochefoucauld, cardinal français (° 16 juillet 1701).
- 23 juillet : Domenico Scarlatti, compositeur baroque et claveciniste virtuose italien (° 26 octobre 1685).
- 17 octobre : René-Antoine Ferchault de Réaumur, physicien et naturaliste français (° 28 février 1683).
- 11 décembre : Colley Cibber, dramaturge et  acteur anglais puis britannique (° 6 novembre 1671).